# 엑스피니티 센터
엑스피니티 센터(영어: Xfinity Center)는 미국 메릴랜드주 칼리지파크에 위치한 실내 경기장이다. WNBA 워싱턴 미스틱스의 2009년 플레이오프 1라운드 1차전 홈경기장으로 사용했다.

## WNBA경기
| 날짜            | 팀1           | 스코어  | 팀2             |
| --------------- | ------------- | ------- | --------------- |
| 2009년 9월 17일 | 인디애나 피버 | 88 - 79 | 워싱턴 미스틱스 |